# 新中國未來記
《新中國未來記》，清朝光緒二十八年（1902年）梁啟超發表的政治小說。
《新中國未來記》開文“话表孔子降生后2513年，即西历2062年”，中国维新成功，諸友邦均遣使前來慶賀，這部小說預言其後六十年後「新中國」的壯盛繁榮，僅撰成5回，其中一位主人公名叫黃克強(黃興)，主張君主立憲；另一位李去病(李國杰)主張法蘭西式革命，雙方展開激烈辯論。

## 受外國小說影響
《新中國未來記》在形式上很明顯的受到英國小說《百年一覺》和日本小說《雪中梅》的影響，1902年梁啟超發表《新中國未來記》時說：“余欲著此書，五年於玆矣”，“未來記”是日本明治時期政治小說常見的形式，如廣末鐵腸《二十三年未來記》，新中國未來記刊出時，即標明為政治小說。

## 評價
- 夏志清認為作者從第四回開始就「靈感枯竭……放棄了原先的演說格式，開始用敘述手法」。
- 《新中國未來記》可以說是以中國近代為主要素材，以日本人的創意為第一加添的元素，因此其預言除了對北洋政府時期產生影響外，也影響了日本的「大東亞共榮圈」，對於中日整合的問題提出相當大規格的未來構想，對亞太地區的整合提供了一種最早的藍圖。